# マスタークラフツマン
マスタークラフツマン (Mastercraftsman) とはアイルランドで生産された競走馬、種牡馬である。主戦騎手はジョニー・ムルタが務めていた。

## 現役時代

### 2歳（2008年）
2008年5月5日に競走馬デビュー戦を迎え、デビュー戦で初勝利を挙げた。続く重賞競走初挑戦となったレイルウェイステークス（G3）も制して2連勝で重賞競走初勝利を挙げた。さらに続くG1競走初挑戦となったフェニックスステークスでは2着となったアートコニサーに4馬身半差をつけてレースを制し、デビュー戦以来無敗の3連勝でG1競走初勝利を挙げた。鞍上のムルタとオブライエン厩舎のコンビは、フェニックスステークスの前日に行われたキングジョージ6世&クイーンエリザベスステークスをデュークオブマーマレードで制しており、この勝利で2日連続でのG1競走連勝となり、オブライエン厩舎にとっては2008年のG1競走通算15勝目となった。さらに9月に行われたナショナルステークスでは、2着となったシャウィールを短頭差で抑えてG1競走を2連勝し、デビュー戦以来4連勝となった。しかし次はフランスへ遠征しジャン・リュック・ラガルデール賞に出走したが、ナークースに敗れて4着となりデビュー戦以来の連勝は4でストップした。11月にはG1競走2勝などが評価され当年のカルティエ賞最優秀2歳牡馬を受賞した。

### 3歳（2009年）
年が明けて3歳となった2009年の緒戦は5月2日の2000ギニー。4番人気で出走したが、シーザスターズの5着に敗れた。続く、5月23日のアイリッシュ2000ギニーでは圧勝し、G1・3勝目をあげた。続く6月16日のセントジェームズパレスステークスでは圧倒的な1番人気に応えて勝利、G1・4勝目をあげた。その後、8月18日のインターナショナルステークスではシーザスターズの2着に敗れた。続く9月5日のアイリッシュチャンピオンステークスでは人気通りの3着だった。続く10月2日のダイヤモンドステークス（G3）では初のオールウェザー戦となったが、2着馬に5馬身差をつけて圧勝した。アメリカに遠征し、11月7日のブリーダーズカップ・ダートマイルに1番人気で出走したが4着に終わりレース後に引退することが明らかになった。

### 競走成績
| 出走日     | 競馬場           | 競走名                       | 格 | 距離      | 着順 | 騎手           | 着差      | 1着（2着）馬        |
| ---------- | ---------------- | ---------------------------- | -- | --------- | ---- | -------------- | --------- | ------------------- |
| 2008.05.05 | カラ             | 未勝利                       |    | 芝6f      | 1着  | J.ムルタ       | 1/2馬身   | （Duc De Savoie）   |
| 2008.06.29 | カラ             | レイルウェイS                | G2 | 芝6f      | 1着  | J.ムルタ       | 短頭      | （Alhaban）         |
| 2008.07.27 | カラ             | フェニックスS                | G1 | 芝6f      | 1着  | J.ムルタ       | 4 1/2馬身 | （Art Connoisseur） |
| 2008.09.14 | カラ             | ナショナルS                  | G1 | 芝7f      | 1着  | J.ムルタ       | 短頭      | （Shaweel）         |
| 2008.10.05 | ロンシャン       | ジャンリュックラガルデール賞 | G1 | 芝1400m   | 4着  | J.ムルタ       | 2 1/2馬身 | Naaqoos             |
| 2009.05.02 | ニューマーケット | 2000ギニー                   | G1 | 芝8f      | 5着  | P.スマレン     | 4 1/4馬身 | Sea the Stars       |
| 2009.05.23 | カラ             | 愛2000ギニー                 | G1 | 芝8f      | 1着  | J.ムルタ       | 4 1/2馬身 | （Rayeni）          |
| 2009.06.16 | アスコット       | セントジェームズパレスS      | G1 | 芝8f      | 1着  | J.ムルタ       | クビ      | （Delegator）       |
| 2009.08.18 | ヨーク           | 英国際S                      | G1 | 芝10f88y  | 2着  | J.ムルタ       | 1馬身     | Sea the Stars       |
| 2009.09.05 | レパーズタウン   | 愛チャンピオンS              | G1 | 芝10f     | 3着  | J.ヘファーナン | 5馬身     | Sea the Stars       |
| 2009.10.02 | ダンドーク       | ダイヤモンドS                | G3 | AW10f150y | 1着  | J.ムルタ       | 5馬身     | （Fiery Lad）       |
| 2009.11.07 | サンタアニタ     | BCダートマイル               | G1 | AW8f      | 4着  | J.ムルタ       | 1 3/4馬身 | Furthest Land       |

## 種牡馬時代
2010年からクールモアスタッドで種牡馬入りし、初年度の種付け料は2万ユーロ。産駒デビュー年の2013年からG1馬を出した。
2021年8月13日心臓発作により死亡。

### 主な産駒
- 2011年産
  - Amazing Maria / アメージングマリア - ファルマスステークス、ロートシルト賞
  - Kingston Hill / キングストンヒル - レーシングポストトロフィー、セントレジャーステークス
  - The Grey Gatsby / ザグレーギャツビー - 仏ダービー、アイリッシュチャンピオンステークス
  - Saint Emilion / サンテミリオン - ニュージーランドステークス
  - Thee Auld Floozie / ジーオールドフロージー - ソーンドンマイル
- 2012年産
  - Off Limits / オフリミッツ - メイトリアークステークス
  - Valley Girl / ヴァリーガール - ハービーダイクステークス
- 2013年産
  - A Raving Beauty / アレイヴィングビューティ - ジャストアゲームステークス
- 2015年産
  - Alpha Centauri / アルファセントーリ - アイリッシュ1000ギニー、コロネーションステークス、ファルマスステークス、ジャック・ル・マロワ賞
- 2016年産
  - Technician / テクニシャン - ロワイヤルオーク賞
- 2019年産
  - Discoveries / ディスカバリーズ - モイグレアスタッドステークス
  - Giavellotto / ジアヴェロット - 香港ヴァーズ

## 血統表
| マスタークラフツマンの血統（ダンジグ系／Northern Dancer 4×4=12.50%、Buckpasser 5×5=6.25%） | マスタークラフツマンの血統（ダンジグ系／Northern Dancer 4×4=12.50%、Buckpasser 5×5=6.25%） | マスタークラフツマンの血統（ダンジグ系／Northern Dancer 4×4=12.50%、Buckpasser 5×5=6.25%） | （血統表の出典）        | （血統表の出典） |
| 父 Danehill Dancer 1993 鹿毛                                                               | 父の父*デインヒル Danehill 1986 鹿毛                                                       | Danzig                                                                                     | Northern Dancer         | Northern Dancer  |
| 父 Danehill Dancer 1993 鹿毛                                                               | 父の父*デインヒル Danehill 1986 鹿毛                                                       | Danzig                                                                                     | Pas de Nom              |                  |
| 父 Danehill Dancer 1993 鹿毛                                                               | 父の父*デインヒル Danehill 1986 鹿毛                                                       | Razy Ana                                                                                   | His Majesty             | His Majesty      |
| 父 Danehill Dancer 1993 鹿毛                                                               | 父の父*デインヒル Danehill 1986 鹿毛                                                       | Razy Ana                                                                                   | Spring Adieu            |                  |
| 父 Danehill Dancer 1993 鹿毛                                                               | 父の母Mira Adonde 1986 鹿毛                                                                | Sharpen Up                                                                                 | *エタン                 | *エタン          |
| 父 Danehill Dancer 1993 鹿毛                                                               | 父の母Mira Adonde 1986 鹿毛                                                                | Sharpen Up                                                                                 | Rocchetta               |                  |
| 父 Danehill Dancer 1993 鹿毛                                                               | 父の母Mira Adonde 1986 鹿毛                                                                | Lettre d'Amour                                                                             | Caro                    | Caro             |
| 父 Danehill Dancer 1993 鹿毛                                                               | 父の母Mira Adonde 1986 鹿毛                                                                | Lettre d'Amour                                                                             | Lianga                  |                  |
| 母 Starlight Dreams 1995 芦毛                                                              | 母の父*ブラックタイアフェアー Black Tie Affair 1986 芦毛                                   | Miswaki                                                                                    | Mr. Prospector          | Mr. Prospector   |
| 母 Starlight Dreams 1995 芦毛                                                              | 母の父*ブラックタイアフェアー Black Tie Affair 1986 芦毛                                   | Miswaki                                                                                    | Hopespringseternal      |                  |
| 母 Starlight Dreams 1995 芦毛                                                              | 母の父*ブラックタイアフェアー Black Tie Affair 1986 芦毛                                   | Hat Tab Girl                                                                               | Al Hattab               | Al Hattab        |
| 母 Starlight Dreams 1995 芦毛                                                              | 母の父*ブラックタイアフェアー Black Tie Affair 1986 芦毛                                   | Hat Tab Girl                                                                               | Desperate Action        |                  |
| 母 Starlight Dreams 1995 芦毛                                                              | 母の母Reves Celestes 1979 鹿毛                                                             | Lyphard                                                                                    | Northern Dancer         | Northern Dancer  |
| 母 Starlight Dreams 1995 芦毛                                                              | 母の母Reves Celestes 1979 鹿毛                                                             | Lyphard                                                                                    | Goofed                  |                  |
| 母 Starlight Dreams 1995 芦毛                                                              | 母の母Reves Celestes 1979 鹿毛                                                             | Tobira Caleste                                                                             | Ribot                   | Ribot            |
| 母 Starlight Dreams 1995 芦毛                                                              | 母の母Reves Celestes 1979 鹿毛                                                             | Tobira Caleste                                                                             | Heavenly Body F-No.21-a |                  |

### 血統背景
半姉に2008年のローカストグローヴハンデキャップ（G3）を制したジェニュインディヴォーション（父ロックオブジブラルタル）、大叔父にセレスティアルストームがいる。